# Monophyllus
Monophyllus är ett släkte av fladdermöss som ingår i familjen bladnäsor.
Det vetenskapliga namnet betyder "ett blad". Det syftar på den enkla hudfliken på näsan. När William Elford Leach beskrev släktet undersökte han även andra fladdermöss med mera komplexa hudflikar. Han antog att de senare består av två separata delar (två blad).

## Utseende
Individerna når en kroppslängd (huvud och bål) av 50 till 80 mm, en svanslängd av 4 till 16 mm och en underarmlängd av 35 till 45 mm. Monophyllus plethodon är med en vikt av 12,5 till 17,2 g större än Monophyllus redmani som väger 8 till 13 g. Pälsen är brunaktig och den kan ha en grå skugga på undersidan. Arterna liknar släktet Glossophaga i kroppsbyggnaden men Monophyllus har en avvikande tanduppsättning. Hos Monophyllus finns till exempel långa smala kindtänder. Liksom närbesläktade bladnäsor har arterna en långsträckt nos och en lång tunga med papiller. Svansen är till hälften inbäddad i flygmembranen.

## Ekologi
Dessa fladdermöss lever i olika habitat. De observerades till exempel i regnskogar och nära fruktodlingar. Individerna vilar på dagen i grottor och lämnar gömstället efter solnedgången. Monophyllus redmani bildar där stora kolonier som kan ha flera hundratusen medlemmar. Födan utgörs huvudsakligen av nektar och pollen. Troligen äts även några frukter och insekter. Honor föder en unge per kull.

## Arter
Arter enligt Catalogue of Life, Wilson & Reeder (2005) samt IUCN:
- Monophyllus plethodon, förekommer på Små Antillerna.
- Monophyllus redmani, lever på Stora Antillerna.

IUCN listar båda arterna som livskraftiga (Least Concern).